# British Overseas Airways Corporation
La British Overseas Airways Corporation (BOAC) est la seule compagnie aérienne britannique entre 1939 et 1946 et la compagnie long courrier à partir de 1946.

## Historique
Cette compagnie est née au début de la Seconde Guerre mondiale de la fusion d'Imperial Airways et de British Airways Ltd (en), qui sont évacuées de l'aérodrome de Croydon et de l'aéroport de Heston (en) vers l'aéroport de Whitchurch (en), situé à l'extérieur de Bristol.
Le 1er juin 1943, le vol 777 BOAC, un Douglas DC-3, est attaqué par huit chasseurs-bombardiers à long rayon d'action allemands Junkers Ju 88C-6, au large de la côte française dans le golfe de Gascogne, entraînant la mort des 17 personnes à bord, parmi lesquels l'acteur Leslie Howard.
Une loi britannique de 1971 entraîne en 1974 la fusion de la BOAC avec British European Airways pour former British Airways.

## Articles connexes

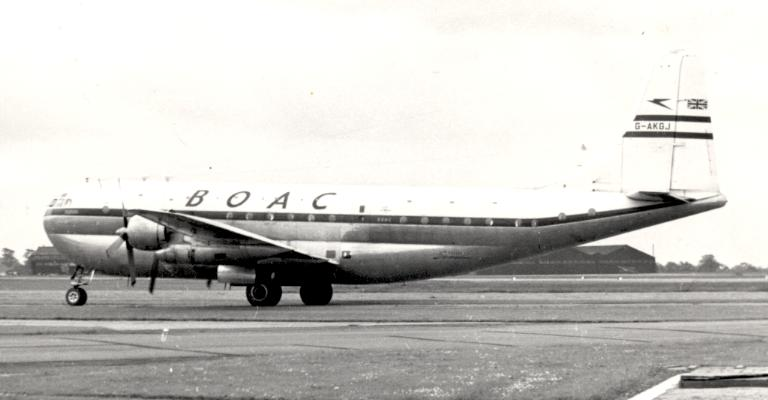
Boeing 377 Stratocruiser en 1954
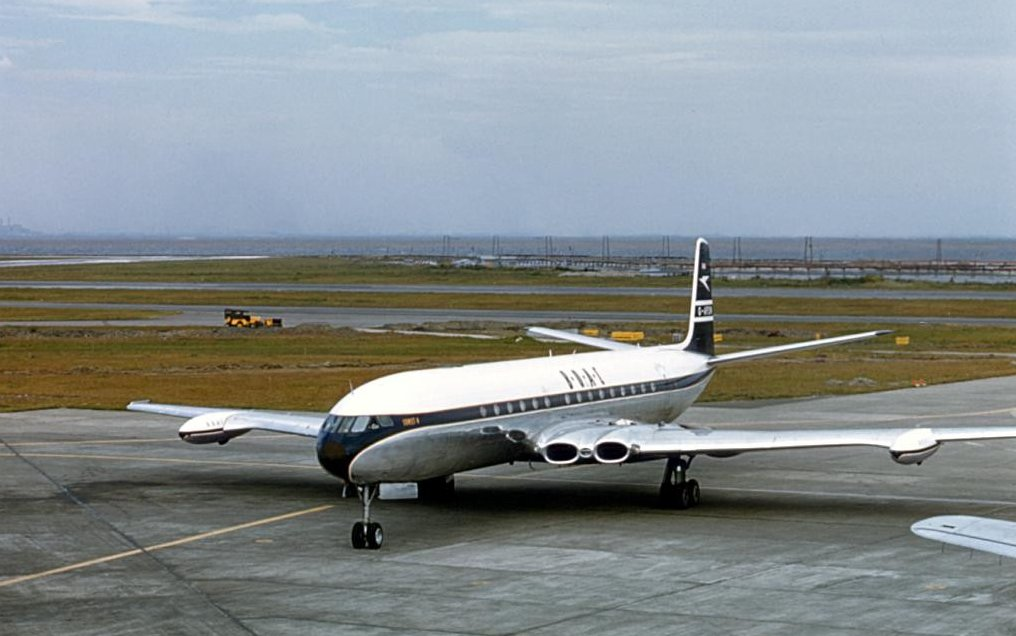
De Havilland Comet dans les années 1960
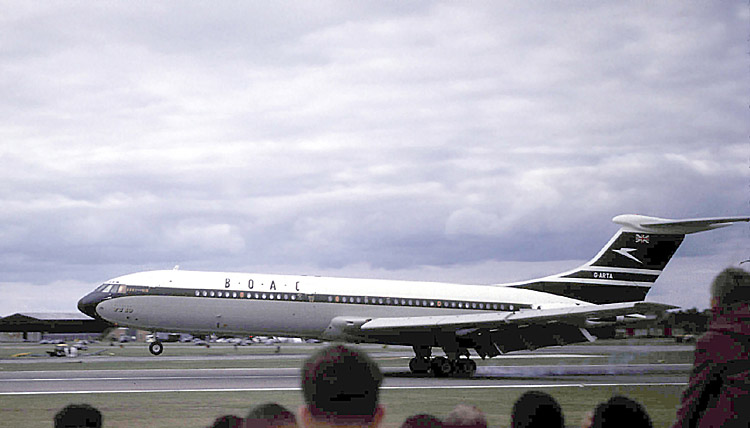
Vickers VC-10 dans les années 1960